# المركز السعودي لسلامة المرضى
المركز السعودي لسلامة المرضى هو مركز مسؤول عن تحسين الرعاية الصحية في السعودية، ويمثل المرجعية الأساسية في جميع ما يتعلق بسلامة المرضى، وما يتعلق بالحد من الأخطاء الطبية، تم إنشاؤه عام 2017 بمبادرة من وزارة الصحة السعودية.

## المهام
يتخصص المركز في وضع الاستراتيجيات المعنية بسلامة المرضى، والعمل على تطويرها، وتقديم المقترحات للتشريعات والأنظمة الصحية التي تصب في مصلحة سلامة المريض، وتطوير الممارسات الطبية بالمنشآت الصحية، والتقليل من الأضرار الناتجة عن الأخطاء الطبية في النظام الصحي السعودي برصدها ووضع سجل لها وتحليل أسبابها ووضع حلول تحول دون تكرارها، كما يدعم المركز الراغبين في إجراء بحوث متعلقة بسلامة المرضى، وينشر أفضل الممارسات في هذا المجال وتعميمها على كافة المنشآت الصحية السعودية، ويقوم بالتوعية بنشر الدوريات والمجلات العلمية المتخصصة، ويعزز المركز العلاقات بين السعودية والدول الأخرى بالتنسيق معها بما يخدم مجال سلامة المرضى لدى الطرفين، وله أيضا دور رقابي يتمثل في التوصية للجهات المتخصصة باتخاذ الإجراءات المطلوبة نحو المنشآت الصحية المتهاونة بخصوص سلامة المرضى.

## المبادرات
أطلق المركز السعودي لسلامة المرضى العديد من المبادرات منذ تأسيسه عام 2017 مثل:
- - برنامج تقييم كفاءة اللغة العربية.
  - برنامج السلامة الدوائية.
  - برنامج سلامة الأمهات.
  - برنامج تدريب التهوية الميكانيكية لأخصائيين العلاج التنفسي.
  - برنامج مكافحة العدوى والتحكم بها:
    - إدارة خدمات التعقيم المركزي.
    - برنامج التعاون مع الشؤون الصحية بالحرس الوطني.

  - تصميم وتسليم برنامج تدريب مسؤول سلامة المرضى.
  - دمج سلامة المرضى في التعليم الجامعي وبرامج الدراسات العليا عبر الهيئة السعودية للتخصصات الصحية.
  - دمج سلامة المرضى في التعليم الجامعي عبر المركز الوطني للتقويم والاعتماد الأكاديمي.
  - إطلاق مقياس سلامة المرضى.
  - خمس خطوات لسلامتك.
  - برنامج (اسألني).
  - إطلاق برنامج التوعية المجتمعية.
  - برنامج إشراك المتطوعين.
  - برنامج بألسنتهم.
  - برنامج الإسعافات الأولية للمدارس.
  - استبيان تقييم ثقافة سلامة المرضى.
  - برنامج تدريب القادة في سلامة المرضى لجميع المناطق.
  - إدارة ورشة عمل للإفصاح عن الأخطاء الطبية.
  - إدارة ورشة عمل للتركيز على مقدمي الرعاية الصحية.
  - تطوير تنبيهات السلامة الوطنية.
  - مبادرة المستشفيات الصديقة لسلامة المرضى الصديقة بالتعاون مع منظمة الصحة العالمية.
  - تفعيل الشبكة الوطنية لسلامة المرضى.
  - إطلاق الجائزة الوطنية لسلامة المرضى.
  - إطلاق برنامج التصنيف الوطني لسلامة المرضى.
  - التركيز على عملية الإبلاغ عن الأحداث الجسيمة تحت مظلة المركز السعودي لسلامة المرضى.
  - إطلاق برنامج التوعية الطبية المجتمعية.
  - تخطيط وتنظيم مؤتمر الاستخدام الآمن للمضاد الحيوي.[3]